# Tatsuya Fujiwara
Tatsuya Fujiwara (藤原 竜也 Fujiwara Tatsuya?,  Chichibu, Prefectura de Saitama, 15 de mayo de 1982) es un actor japonés, afiliado a Horipro. Es principalmente conocido por su papel protagónico de Shūya Nanahara en la película Battle Royale (2000) y su secuela, Battle Royale II: Réquiem (2003). Fujiwara también ha ganado reconocimiento por diversos papeles, incluyendo a Light Yagami en la serie de películas de Death Note, Kaiji Itō en Kaiji y Makoto Shishio en Rurouni Kenshin.

## Filmografía

### Películas
| Año  | Título                            | Personaje         | Notas        |
| ---- | --------------------------------- | ----------------- | ------------ |
| 2000 | Battle Royale                     | Shūya Nanahara    | Protagonista |
| 2002 | Sabu                              | Eiji              | Protagonista |
| 2003 | Battle Royale II: Réquiem         | Shūya Nanahara    | Protagonista |
| 2006 | Death Note                        | Light Yagami      | Protagonista |
| 2006 | Death Note: El último nombre      | Light Yagami      | Protagonista |
| 2008 | L: Change the World               | Light Yagami      | Cameo        |
| 2013 | Los protectores (Shield of Straw) | Kunihide Kiyomaru | Protagonista |
| 2014 | Rurouni Kenshin: Kyoto Inferno    | Makoto Shishio    |              |
| 2014 | Rurouni Kenshin: The Legend Ends  | Makoto Shishio    |              |
| 2016 | Boku Dake ga inai Machi           | Satoru Fujinuma   | Protagonista |